# Nicolae Puiu
Nicolae Puiu (ur. 6 grudnia 1935 w Reșicie, zm. 4 lutego 1970) – rumuński bokser, dwukrotny medalista mistrzostw Europy i dwukrotny uczestnik igrzysk olimpijskich.
Startował w wadze koguciej (do 54 kg). Wystąpił na igrzyskach olimpijskich w 1960 w Rzymie, gdzie po wygraniu jednej walki uległ w następnej późniejszemu medaliście Oliverowi Taylorowi z Australii. Na mistrzostwach Europy w 1961 w Belgradzie zdobył brązowy medal po wygraniu dwóch pojedynków i porażce w półfinale z Piotrem Gutmanem. Taki sam wynik osiągnął na mistrzostwach Europy w 1963 w Moskwie, gdzie w eliminacjach pokonał Horsta Raschera z RFN, a w półfinale uległ Olegowi Grigorjewowi ze Związku Radzieckiego.
Na igrzyskach olimpijskich w 1964 w Tokio wygrał dwie walki, lecz w ćwierćfinale przegrał z późniejszym mistrzem olimpijskim Takao Sakuraiem z Japonii.
Puiu był mistrzem Rumunii w wadze muszej (do 51 kg) w 1958 i w wadze koguciej w 1960, 1963 i 1964, wicemistrzem w wadze muszej w 1956, 1957 i 1958 oraz wadze koguciej w 1961, 1962 i 1966, a także brązowym medalistą w wadze koguciej w 1965.